# Eremochlaena pallidior
Eremochlaena pallidior là một loài bướm đêm trong họ Noctuidae.